# Alkestis
Alkestis (gr. Ἄλκηστις Alkēstis, łac. Alcestis) – w mitologii greckiej piękna i bogobojna córka Peliasa i Anaksibii (wg innej wersji mitu – Filomachy).
Była żoną tesalskiego króla Admeta, który spełnił warunek jej ojca, że odda ją tylko temu, kto do królewskiego rydwanu potrafi zaprząc dzikie zwierzęta. Dokonał tego Admet z Feraj z pomocą Apollina, który też długo służąc u niego, odwdzięczył mu się darowaniem długowieczności, jeśli znajdzie osobę gotową poświęcić za niego swe życie. Z miłości do męża Alkestis zdecydowała się umrzeć dla przedłużenia mu życia pod warunkiem, że nie poślubi innej. Poruszona tym Persefona przywróciła ją do świata żywych. Odmienna wersja mitu podaje, że królową miał ocalić Herakles, który goszcząc wówczas u Admeta, pokonał przychodzącego po jej duszę Tanatosa.
Jako jedna z najszlachetniejszych postaci mitycznych wymieniona jest w Uczcie Platona (179b-c). Eurypides poświęcił jej tragedię Alkestis, datowaną na r. 438 p.n.e., ukazując w niej symbol miłości małżeńskiej. Utwór inspirował wielu późniejszych artystów i autorów, m.in. A. Rodina, R.M. Rilkego i T.S. Eliota.
W europejskiej muzyce klasycznej temat tego mitu podjął Jean-Baptiste Lully w wystawionej w 1674 w Paryżu operze Alceste. Również Christoph Willibald Gluck skomponował trzyaktową operę Alcesta (w przeznaczonej dla Wiednia wersji włoskiej z 1767 i przerobionej francuskiej z 1776), w której jako dobroczynne bóstwo interweniujące występuje Apollo.